# Iława
Iława (tyska: Deutsch Eylau) är en stad i Ermland-Masuriens vojvodskap i nordöstra Polen. Iława hade 33 338 invånare år 2013.